# Championnats de France de gymnastique 2012
Navigation
Toulouse 2011 Édition suivante
Les championnats de France Élite & Junior (GAM/GAF/GR) et Espoir & Avenir (GR) se sont tenus les 9 et 10 juin 2012 à Nantes. À l'issue de cette compétition, le titre de champion de France est décerné aux meilleurs gymnastes des concours généraux ainsi que des concours par agrès.

## Podiums Élite

### Gymnastique artistique masculine
| Épreuves                    | Or                | Argent                         | Bronze           |
| --------------------------- | ----------------- | ------------------------------ | ---------------- |
| Concours général individuel | Pierre-Yves Bény  | Théophile Pinto                | Cyril Tommasone  |
| Sol                         | Gaël Da Silva     | Kévin Dupuis                   | Pierre-Yves Bény |
| Cheval d'arçons             | Cyril Tommasone   | Hamilton Sabot                 | Pierre-Yves Bény |
| Anneaux                     | Danny Rodrigues   | Arnaud Willig                  | Gaël Da Silva    |
| Saut de cheval              | Raphaël Wignanitz | Matthieu Jordan                | Kévin Dupuis     |
| Barres parallèles           | Hamilton Sabot    | Danny Rodrigues                | Jim Zona         |
| Barre fixe                  | Hamilton Sabot    | Pierre-Yves Bény Arnaud Willig | -                |

### Gymnastique artistique féminine
| Épreuves                    | Or              | Argent             | Bronze             |
| --------------------------- | --------------- | ------------------ | ------------------ |
| Concours général individuel | Anne Kuhm       | Marine Brevet      | Sophia Serseri     |
| Saut de cheval              | Anne Kuhm       | Manon Cormoreche   | Johanna Cano       |
| Barres asymétriques         | Youna Dufournet | Anne Kuhm          | Aurélie Malaussena |
| Poutre                      | Anne Kuhm       | Aurélie Malaussena | Youna Dufournet    |
| Sol                         | Marine Brevet   | Anne Kuhm          | Sophia Serseri     |

### Gymnastique rythmique
| Épreuves                    | Or              | Argent | Bronze |
| --------------------------- | --------------- | ------ | ------ |
| Concours général individuel | Delphine Ledoux |        |        |
| Cerceau                     | Delphine Ledoux |        |        |
| Ballon                      | Delphine Ledoux |        |        |
| Massues                     | Delphine Ledoux |        |        |
| Ruban                       | Delphine Ledoux |        |        |

## Podiums Espoir

### Gymnastique artistique féminine
| 1re : Loan His
| 2e : Marine Boyer
| 3e : Océane Pausé

## Podiums Avenir

### Gymnastique artistique féminine

#### Année 2000
| 1re : Coline Devillard
| 2e : Colyne Munsch
| 3e : Sofya Cazalis

#### Année 2001
| 1re : Lorette Charpy
| 2e : Melissa Poitreau
| 3e : Assia Khnifass

#### Année 2002
| 1re : Morgane Osyssek
| 2e : Camille Caruana
| 3e : Lena Demaret